# Jiří Janků (1977)

## Vzdělání
Ing. Jiří Janků se narodil 1977 v Liberci. Výuční list a maturitu získal na Hotelové škole v Liberci. Svá následná studia pokračoval na půdě Univerzity Pardubice, kde získal titul Ing. na Fakultě ekonomicko-správní, kde studium úspěšně zakončil svou obhajobou diplomové práce na téma Finanční podpora ze strukturálních fondů EU - strategické možnosti pro mikroregion Terezín.
Během svých studií se již aktivně zajímal o dění ve svém okolí a stál ve vedení studentských časopisů Studdaj a Brána.

## Podnikatelská činnost
Dlouhodobá spolupráce s Fakultou elektrotechniky a informatiky Univerzity Pardubice a střední školou DELTA na podporování studentů a přednášení praxe.
Vedoucí sekce pro rozvoj ICT krajské hospodářské komory Pardubice, zástupce kraje v republikové hospodářské komoře v ICT záležitostech. Spoluzakladatel a výkonný ředitel společnosti eBRÁNA oceněné prestižním titulem Odpovědná firma roku 2011, vodafone firma roku 2017 a mnoho dalších. V této společnosti působil jako výkonný ředitel až do roku 2017, kdy předal pozici výkonného ředitele spolumajiteli společnosti, Ing.Martinu Semerádovi.

## Politická činnost
Janků se po svých dlouholetých zkušenostech s jednáním s lidmi stal předsedou pardubické ODS Archivováno 16. 7. 2018 na Wayback Machine.. Na této pozici byl obviněn ze zpronevěry stranických peněz na podporu Simeona Karamazova. Obvinění se následně neprokázalo a Janků byl zproštěn viny. Z funkce nakonec v roce 2015 rezignoval.

## Osobní život
V osobním životě je aktuálně ženatý s Monikou Janků, bývalou modelkou a Miss Aerobik 2017 a Miss Praha 2016, se kterou má aktuálně dvě dcery.